# Jakobs sjö
Jakobs sjö är en konstgjord sjö i Hylte kommun i Småland och ingår i Nissans huvudavrinningsområde. Sjön har en area på 0,565 kvadratkilometer och ligger 128,9 meter över havet. 1989 började en stor del av Nissans vatten ledas genom en dykartunnel i Hyltebruk, över Jakobs sjö och sedan vidare genom det underjordiska Hylte kraftverk. Detta för att sedan ledas ut nedströms vid Rydöbruk.

## Delavrinningsområde
Jakobs sjö ingår i det delavrinningsområde (632158-134137) som SMHI kallar för Utloppet av Jakobs Sjö. Medelhöjden är 134 meter över havet och ytan är 2,04 kvadratkilometer. Det finns inga avrinningsområden uppströms utan avrinningsområdet är högsta punkten. Vattendraget som avvattnar avrinningsområdet har biflödesordning 2, vilket innebär att vattnet flödar genom totalt 2 vattendrag innan det når havet efter 50 kilometer. Avrinningsområdet består mestadels av skog (70 procent). Avrinningsområdet har 0,56 kvadratkilometer vattenytor vilket ger det en sjöprocent på 27,3 procent.

## Fisk
Vid provfiske 2013 fångades i sjön följande fisk:
- Gös
- Siklöja